# Počítání mrtvých
Počítání mrtvých (v anglickém originále Bringing Out the Dead) je americké filmové drama, které natočil režisér Martin Scorsese podle scénáře Paula Schradera. Inspirováno bylo stejnojmenným románem od Joea Connellyho. Premiéru mělo 22. října 1999. Jeho děj se odehrává na Manhattanu počátkem devadesátých let a sleduje Franka Pierce (Nicolas Cage), který pracuje jako řidič sanitky při nočních směnách. Jeho partnera Larryho ztvárnil John Goodman a v dalších rolích se objevili Patricia Arquette, Ving Rhames, Mary Beth Hurt a další. Sám Scorsese namluvil postavu dispečera, která se fyzicky ve filmu vůbec neobjeví.